# Cmentarz wojenny nr 183 – Siemiechów
Cmentarz wojenny nr 183 w Siemiechowie – cmentarz z I wojny światowej. Jest jednym z 400 zachodniogalicyjskich cmentarzy wojennych zbudowanych przez Oddział Grobów Wojennych C. i K. Komendantury Wojskowej w Krakowie. W VI okręgu tarnowskim cmentarzy tych jest 63.

## Opis cmentarza
Zaprojektowany przez Heinricha Scholza jako kwatera na cmentarzu parafialnym. Jest widoczny z daleka, dzięki wysokiemu pomnikowi centralnemu. Ma on kształt ustawionego na platformie i nakrytego betonową płytą ołtarza polowego do którego prowadzą betonowe schody. Kształtem nawiązuje do rzymskich arae. Jego tylna część to betonowa płyta z płaskorzeźbą św. Jerzego zabijającego smoka, przednia wsparta jest dwoma kolumnami. Nagrobki mają postać niskich betonowych steli z żeliwnymi krzyżami i blaszanymi tabliczkami imiennymi

## Polegli
W 15 grobach zbiorowych i 92 pojedynczych pochowano tu 132 żołnierzy armii austro-węgierskiej i sześciu żołnierzy armii rosyjskiej. Polegli od grudnia 1914 r. do maja 1915 r. Zidentyfikowano 126. Wśród poległych są Polacy (m.in. Józef Zwijacz).

## Losy cmentarza
Austriacy rozpoczęli budowę cmentarza niezwłocznie po zwycięskiej dla nich bitwie pod Gorlicami, w wyniku której przepędzili Rosjan daleko na wschód. Pierwotnie cmentarz wyglądał inaczej niż obecnie. Podczas kapitalnego remontu został przebudowany Mogiły znajdujące się po lewej stronie od wejścia zostały przeniesione na prawą stronę, wskutek czego zburzono jego pierwotny symetryczny układ. Pierwotne ogrodzenie miało typową dla austriackich cmentarzy postać metalowych rur rozpiętych między betonowymi slupkami. Podczas remontu zamieniono je na płot sztachetkowy. Betonowe nagrobki są w dużym stopniu zniszczone, większość zamontowanych na nich krzyży jest odłamana.

## Galeria

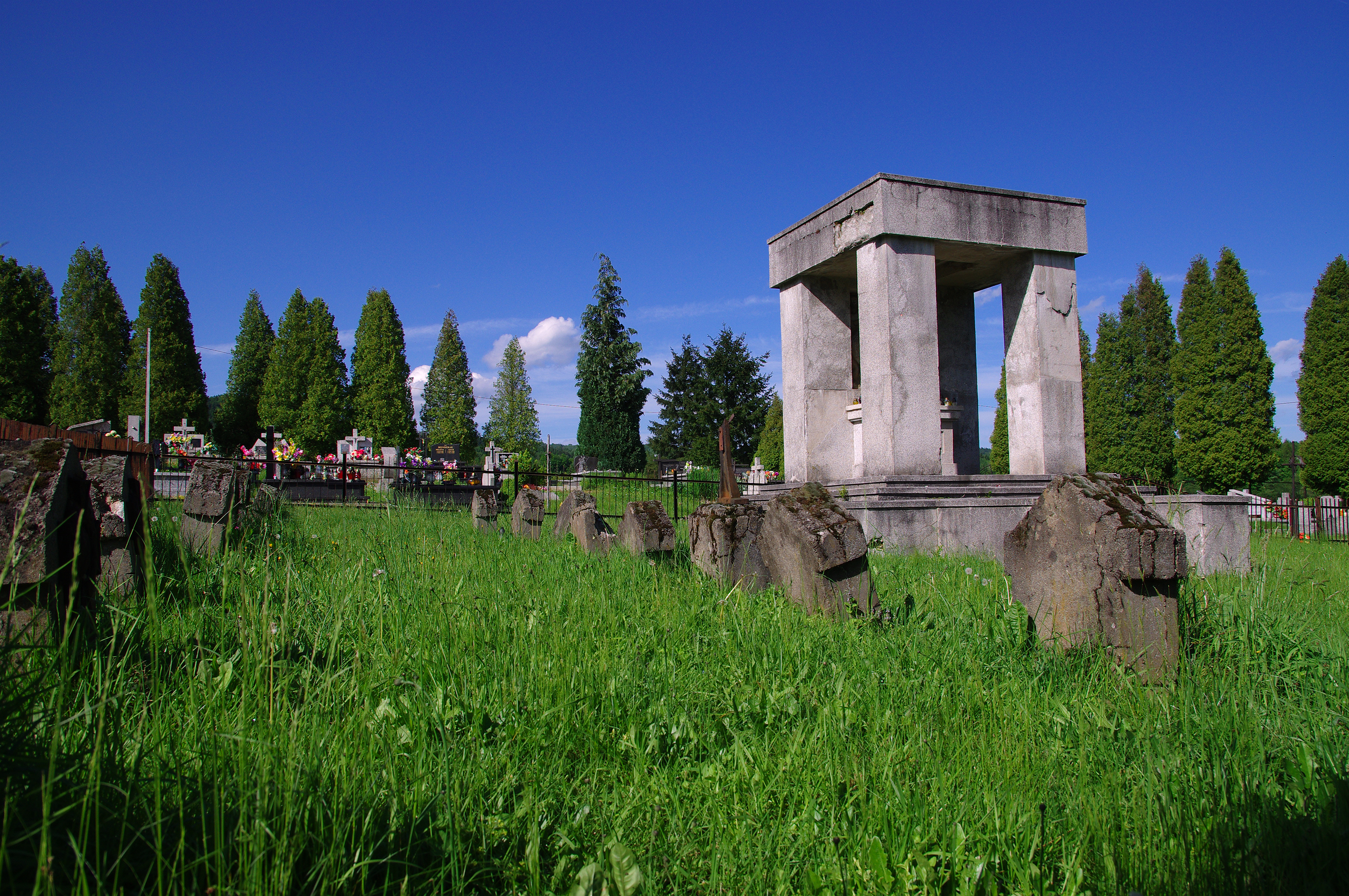
Widok ogólny
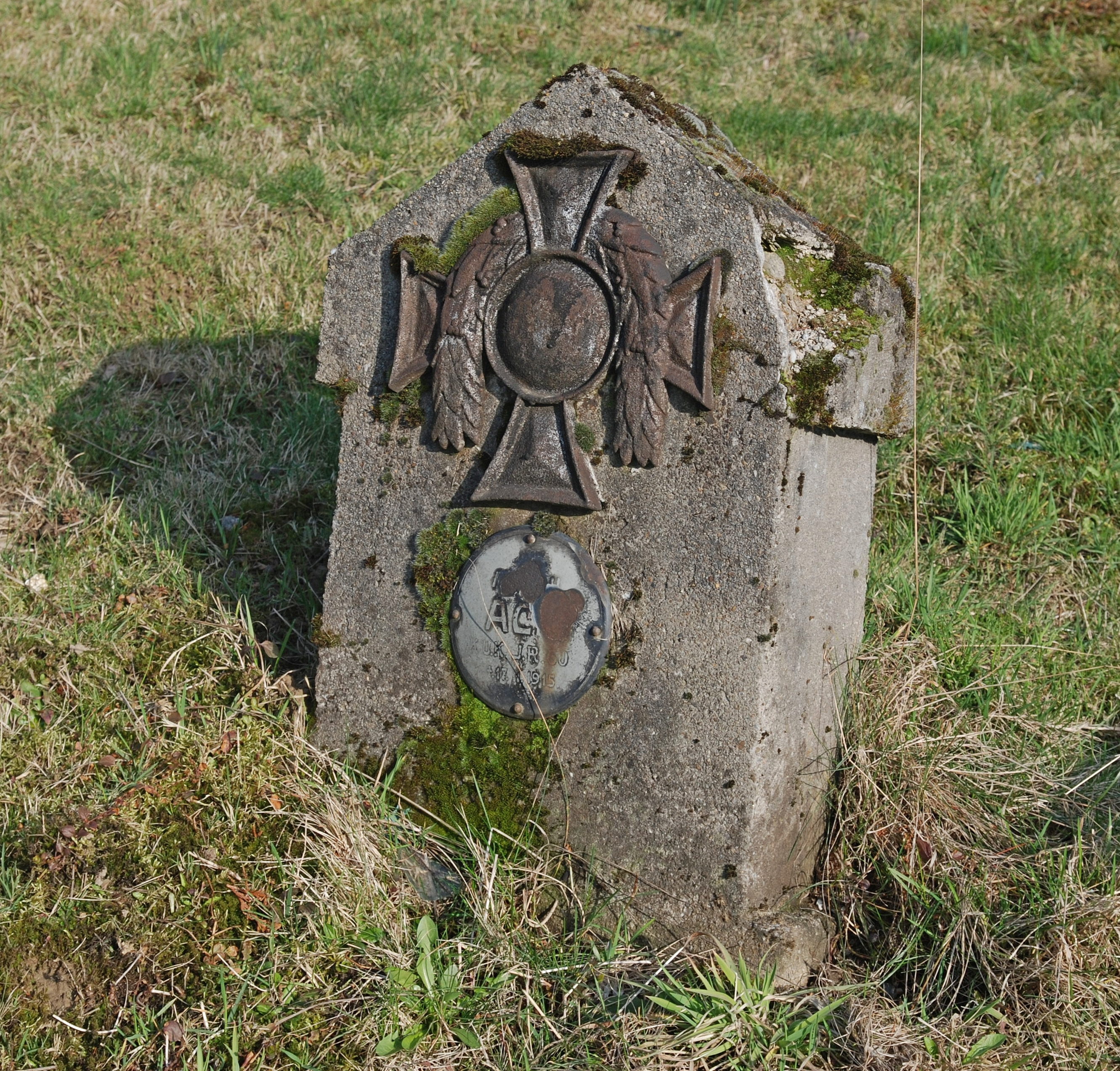
Nagrobek austriacki
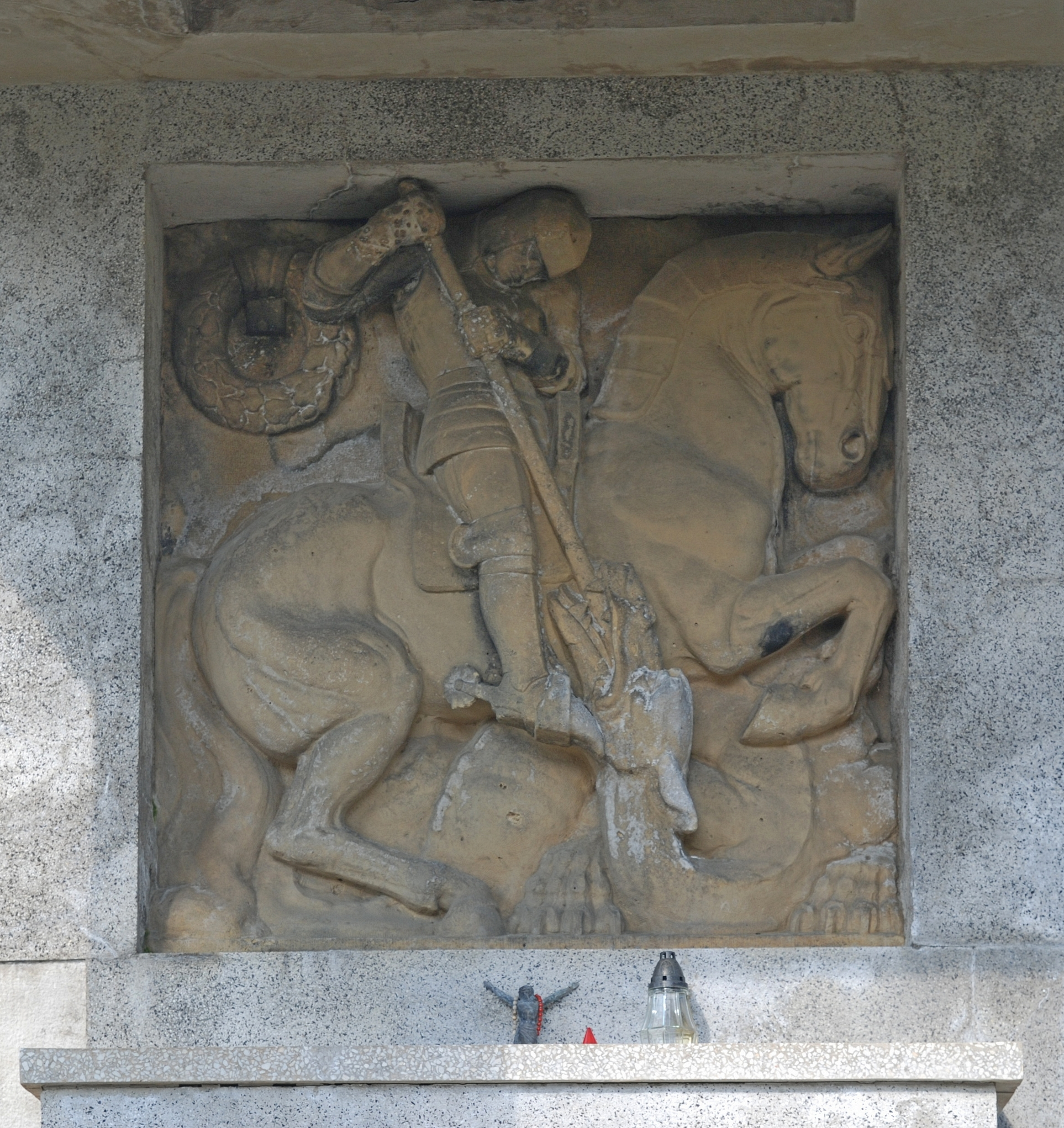
Płaskorzeźba św. Jerzego na pomniku głównym
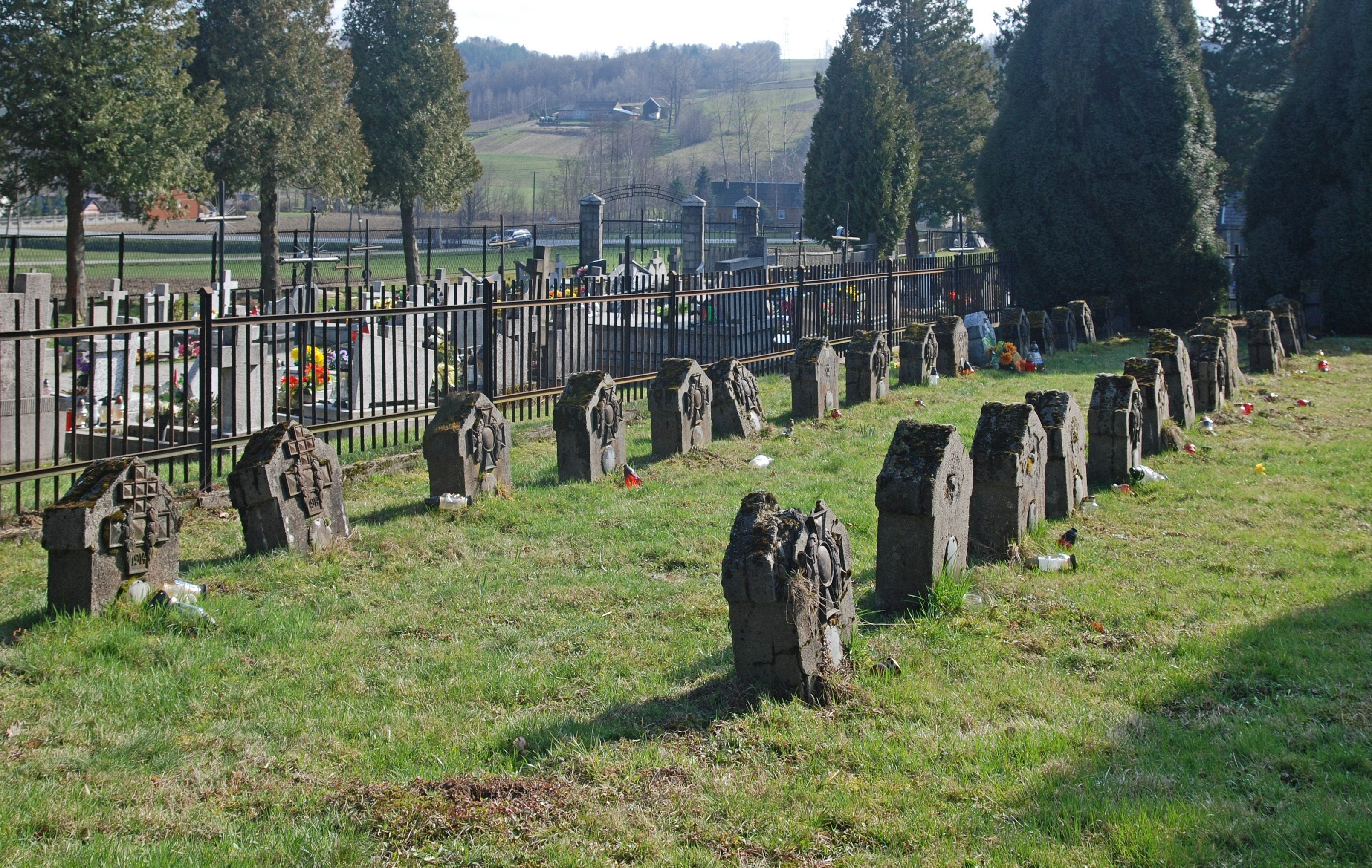
Fragment cmentarza
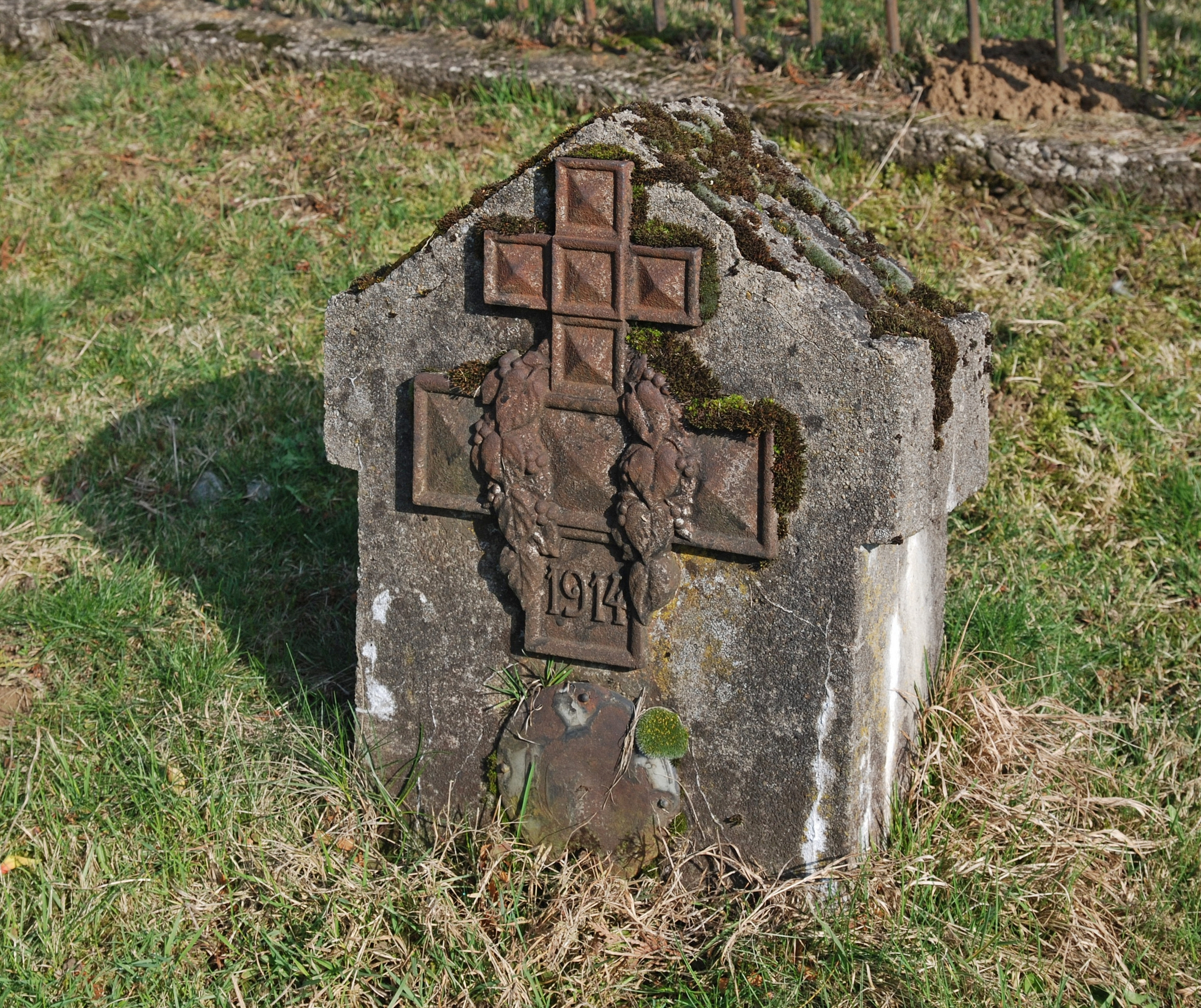
Nagrobek rosyjski
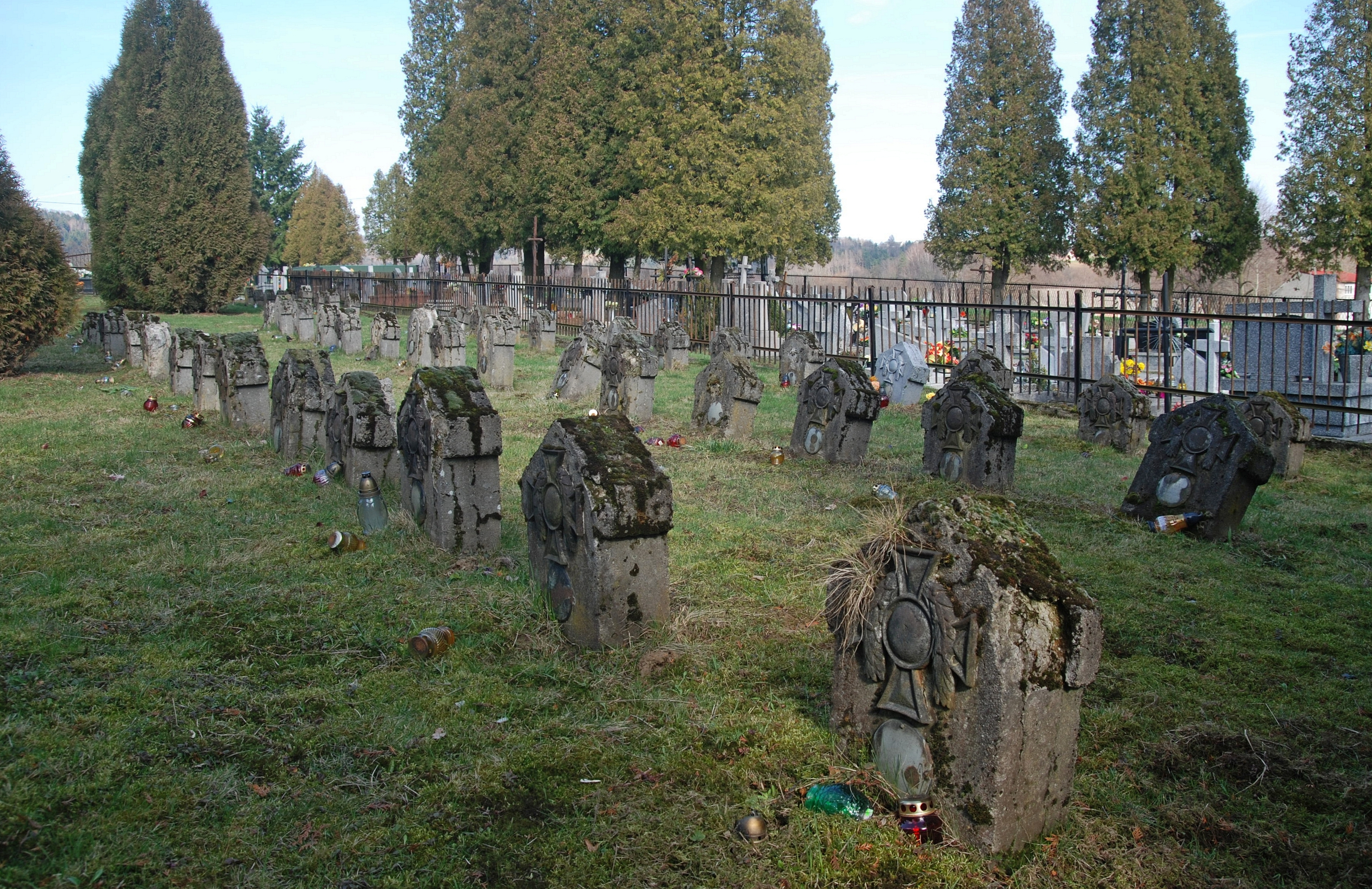
Fragment cmentarza